# Mahonia japonica
Mahonia japonica es una especie de arbusto perteneciente a la familia Berberidaceae. Es originaria de nordeste de China. A pesar de su nombre, no es nativa de Japón, aunque se conoce que se cultiva allí desde hace siglos. 

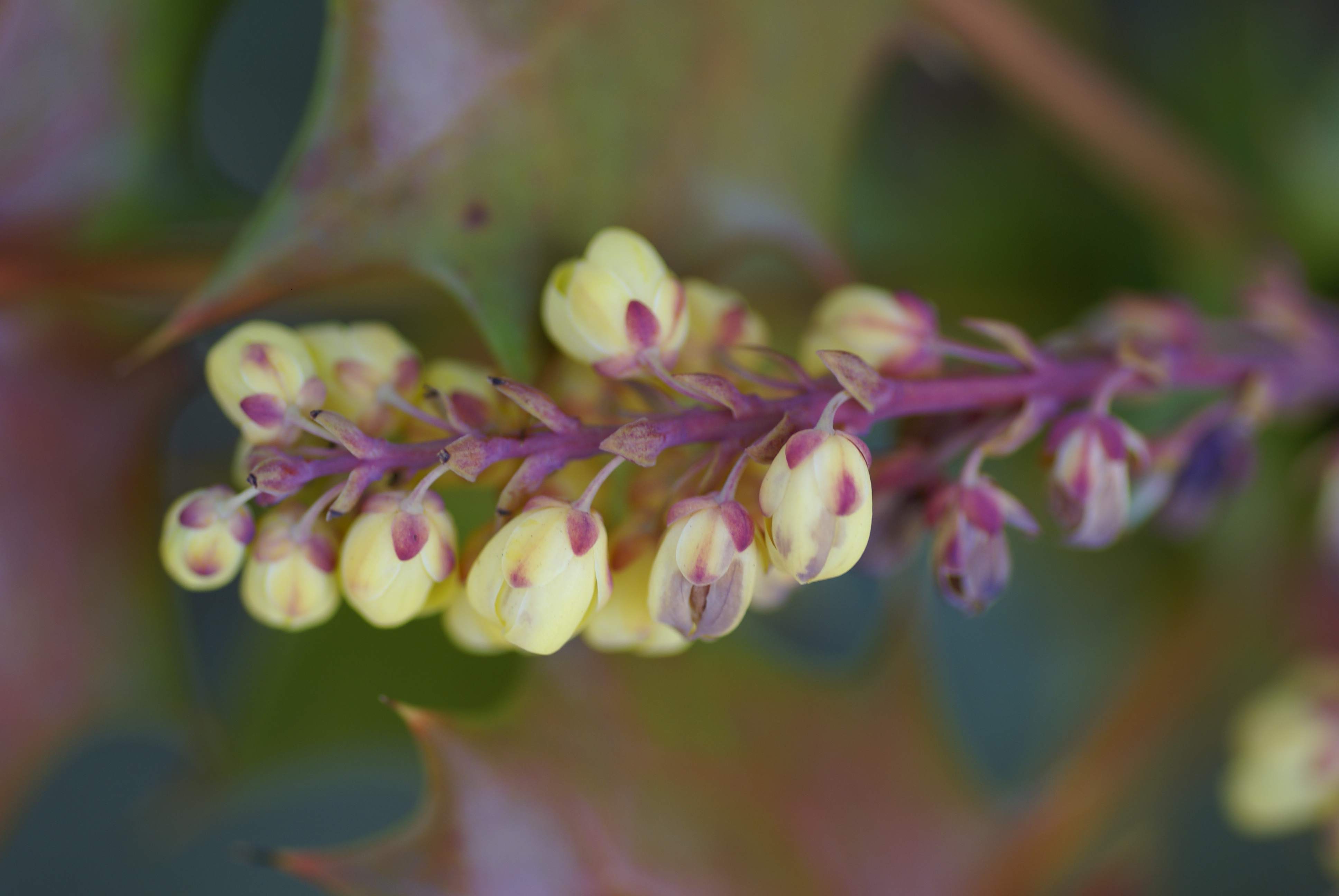
Inflorescencia

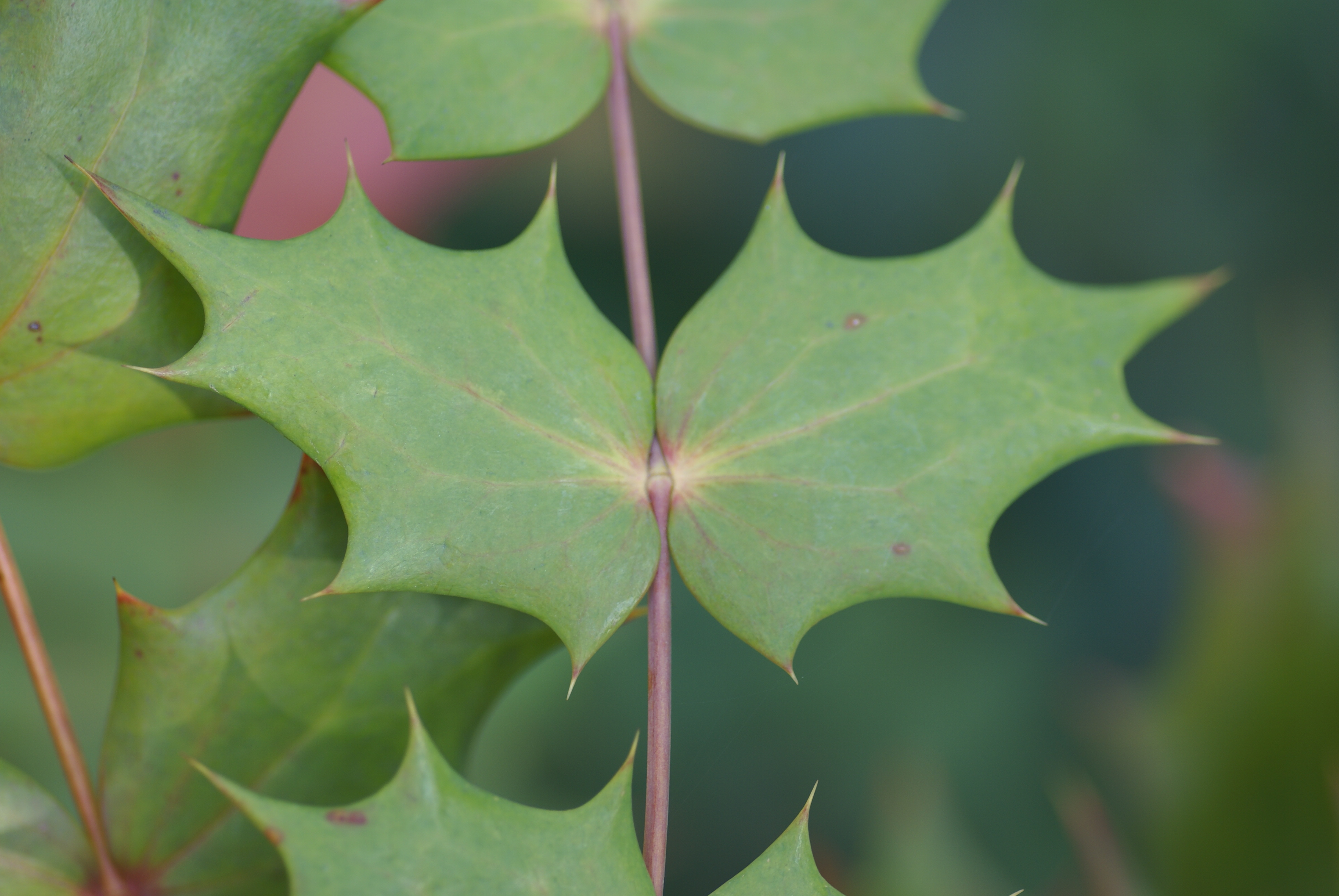
Detalle de la hoja

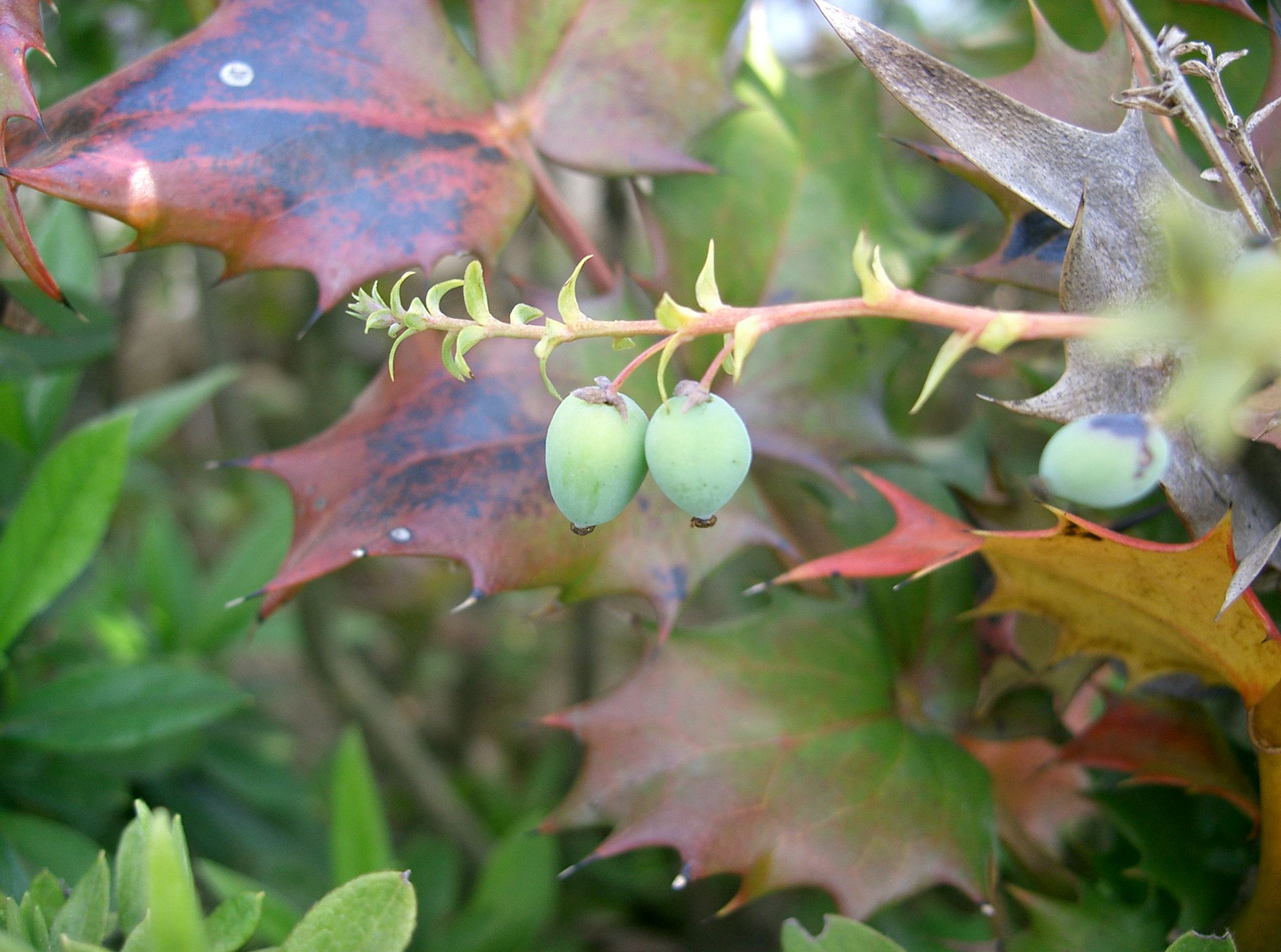
Frutos

## Descripción
Es un arbusto de hoja perenne que crece hasta los 2 metros de altura por 3 m de ancho. El follaje es de color verde, oscuro brillante por encima, más pálido por debajo, y con dientes. Cada hoja es pinnada y tiene generalmente 6-8 pares de folíolos, junto con un foliolo terminal. La planta producirá nuevos brotes regularmente desde la base, de modo que está revestido de follaje en todos los niveles.
Las pequeñas flores amarillas perfumadas se producen desde el otoño hasta el invierno y en primavera. Las inflorescencias miden 25 cm o más de largo, arqueadas en primer lugar y luego colgantes. Frutos oscuros o negros se desarrollan en primavera y verano.

## Cultivo
La planta se cultiva mucho como planta ornamental, y para su uso en los paisajes. Es de valor por su follaje y las flores en la temporada de floración, y como un paisaje de cubierta vegetal arbustiva. Su follaje es espinoso, como el de las estrechamente relacionadas Berberis, lo cual invita a utilizarlas como cobertura de seguridad.
Varios cultivares e híbridos han sido desarrollados, de los cuales los siguientes han ganado el Premio al Mérito Jardín de la Royal Horticultural Society: 
- M. japonica[2]
- M. × media 'Buckland'[3] (M. japonica × M. lomariifolia)
- M. × media 'Lionel Fortescue'[4]
- M. × media 'Underway'[5]
- M. × media 'Winter Sun'[6]

## Taxonomía
Mahonia japonica fue descrita por (Thunb.) DC. y publicado en Regni Vegetabilis Systema Naturale 2: 22. 1821.
Etimología
Mahonia: nombre genérico nombrado en honor del horticultor de Filadelfia, Bernard M'Mahon que introdujo la planta con material recogido por la expedición de Lewis y Clark.
japonica: epíteto geográfico que alude a su localización en Japón.
Sinonimia
- Ilex japonica Thunb.
- Mahonia japonica var. gracillima Fedde
- Mahonia tikushiensis Hayata[9][10]